# ケビン・ウェケサ
ケビン・ウェケサ（Kevin Wekesa、2000年8月7日 - ）は、ケニアのラグビーユニオン選手。

## プロフィール
- ケニア出身[1]。
- ポジションはセンター(CTB)。セブンズではFWを務める[2]。
- 身長 185cm、体重 98kg

## 略歴
2024年、パリ2024五輪の7人制ケニア代表に選ばれた。